# Anžlovar
Anžlovar je priimek v Sloveniji, ki ga je po podatkih Statističnega urada Republike Slovenije na dan 1. januarja 201] uporabljalo  172 oseb in je med vsemi priimki po pogostosti uporabe uvrščen na 2.561. mesto. 

## Znani nosilci priimka
- Aurora Maria Anžlovar
- Ivo Anžlovar (1915-1974), baritonist, operni pevec in igralec
- Sabina Anžlovar
- Vinci Vogue Anžlovar (1963-2024), filmski scenarist in režiser